# Adam Blake
Adam Blake ist ein britischer Schauspieler, Filmproduzent und Synchronsprecher.

## Leben
Blake begann mit seinem Theaterschauspielstudium an der London Metropolitan University Ende im Jahr 1996 und erhielt nach drei Jahren seinen Bachelor of Arts. Für ein Jahr besuchte er danach anschließend das London Centre for Theatre Studies. Danach spielte er in mehreren Theaterstücken mit. Anfang der 2000er Jahre debütierte er außerdem als Filmschauspieler. Er zog in die USA, um sich verstärkt seiner Filmschauspiellaufbahn zu widmen. Er erhielt die Rolle des Adam Kruger im Mockbuster Flight World War II – Zurück im Zweiten Weltkrieg, der Ende 2015 erschien. 2016 sprach er einen britischen Nachrichtensprecher in der erfolgreichen Zeichentrickserie South Park. Es folgten Episodenrollen in den Fernsehserien Grown Folks, The OA und Navy CIS: L.A. 2022 spielte er die männliche Hauptrolle des Jason im Film Driven to Murder.
Als Filmproduzent war Blake an den drei Kurzfilmen Seven Minutes, Bury the Lede und Blast from the Past verantwortlich.

## Filmografie (Auswahl)

### Schauspiel
- 2005: Love Story (Kurzfilm)
- 2008: Sofia's Diary UK (Fernsehserie, 2 Episoden)
- 2008: The Viva Voce Virus
- 2012: Seven Minutes (Kurzfilm)
- 2013: Stalker (Kurzfilm)
- 2013: Bury the Lede (Kurzfilm)
- 2014: Rekindle (Kurzfilm)
- 2015: Flight World War II – Zurück im Zweiten Weltkrieg (Flight World War II)
- 2015: Proxy (Kurzfilm)
- 2015: The Good Mind Theory (Kurzfilm)
- 2015: Spies: Pilot (Fernsehfilm)
- 2015: Blast from the Past (Kurzfilm)
- 2017: 62 Million (Kurzfilm)
- 2017: WTF!
- 2017: Grown Folks (Fernsehserie, Episode 1x04)
- 2019: The OA (Fernsehserie, Episode 2x08)
- 2019: Navy CIS: L.A. (NCIS: Los Angeles, Fernsehserie, Episode 11x06)
- 2020: Dead. Gay. Fictional (Kurzfilm)
- 2020: Midsummer Night Stream
- 2020: The Importance of Bcc'ing Earnest
- 2020: As You Like It
- 2022: Driven to Murder

### Produktion
- 2012: Seven Minutes (Kurzfilm)
- 2013: Bury the Lede (Kurzfilm)
- 2015: Blast from the Past (Kurzfilm)

## Synchronisationen (Auswahl)
- 2016: South Park (Zeichentrickserie, Episode 20x04)
- 2018: Abo Khashem (Computerspiel)

## Theater (Auswahl)
- 2000: One Once, London Metropolitan
- 2001: Midsummer Nights Dream, L.C.T.S
- 2001: Charley's Aunt, L.C.T.S
- 2002: The Duchess of Malfi, Jermyn Street
- 2003: Extremities, The Cockpit
- 2004: Dangerous, Barons Court
- 2005: The Apothecary, Soho Writers Theatre
- 2005: Seduction, Battersea Arts Centre
- 2005: Beautiful Thing
- 2007: Sure Thing
- 2008: The Philadelphia
- 2010: Secret Boulevard, The Courtyard Theatre
- 2010: Conference Call
- 2011: Five - One